# As Long as You Are
As Long as You Are är ett musikalbum från 2020 av syntpopbandet Future Islands och gavs ut av skivbolaget 4AD. Detta är Future Islands sjätte studioalbum.

## Låtlista
Albumet innehåller elva låtar.
1. Glada – (4:17)
2. For Sure – (3:24)
3. Born in a War – (4:13)
4. I Knew You – (4:12)
5. City's Face – (3:51)
6. Waking – (4:08)
7. The Painter – (4:49)
8. Plastic Beach – (3:40)
9. Moonlight – (3:38)
10. Thrill – (4:20)
11. Hit the Coast – (3:53)

## Medverkande
- William Cashion – Elbas, musikprogrammering, piano
- Samuel T. Herring – Sång
- Michael Lowry – Keyboard, slagverk, trummor, vibrafon
- Gerrit Welmers – Gitarr, keyboard, musikprogrammering

Källa: 